# Mostek (Ústí nad Orlicí-i járás)
Mostek település Csehországban, az Ústí nad Orlicí-i járásban. Mostek Podlesí, Choceň, Zářecká Lhota, Brandýs nad Orlicí és Nasavrky településekkel határos. Lakosainak száma 272 fő (2024. január 1.).

## Népesség
A település lakosságának változását az alábbi diagram mutatja:
| Lakosok száma | 366  | 340  | 327  | 262  | 222  | 230  | 251  | 251  | 262  | 272  |
|               | 1869 | 1890 | 1921 | 1950 | 1980 | 2001 | 2017 | 2019 | 2022 | 2024 |